# Depot von Unterrißdorf

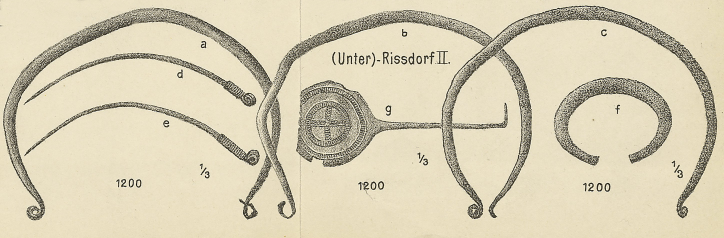
Das Depot von Unterrißdorf

Das Depot von Unterrißdorf (auch Hortfund von Unterrißdorf) ist ein Depotfund der frühbronzezeitlichen Aunjetitzer Kultur (2300–1550 v. Chr.) aus Unterrißdorf, einem Ortsteil der Lutherstadt Eisleben im Landkreis Mansfeld-Südharz (Sachsen-Anhalt). Die erhaltenen Gegenstände aus dem Depot befinden sich heute in den Regionalgeschichtlichen Sammlungen der Lutherstadt Eisleben.

## Fundgeschichte
Das Depot wurde 1878 beim Tiefpflügen in der unteren Aue zwischen Unterrißdorf und der Bruchmühle bei Lüttchendorf gefunden.

## Zusammensetzung
Das Depot war in einem Keramikgefäß niedergelegt worden, das nicht aufgehoben wurde und über dessen Form nichts bekannt ist. Das Gefäß soll Asche und Knochen enthalten haben und darüber hinaus ein Depot aus sieben Kupfer- und Bronzegegenständen: drei rundstabige Ösenhalsringe, ein Armring mit nur geringfügig verdickten Pufferenden, zwei Schleifennadeln und eine Scheibennadel. Im Museum in Eisleben befinden sich heute nur noch die Halsringe und der Armring, die Nadeln sind verschollen.
Die Halsringe haben eine Länge von 21 cm, eine Breite von 16 cm und ein Gewicht von je 152 g. Der Armring hat eine Länge von 8,5 cm, eine Breite von 7,25 cm und ein Gewicht von 115 g. Die Schleifennadeln hatten eine Länge von 17 cm, einen Durchmesser von 0,5 m und ein Gewicht von je 29 g. Die Scheibennadel hatte eine ursprüngliche Länge von 16,5 cm, durch Beschädigungen war sie bei der Auffindung nur noch 15,5 cm lang. Der Durchmesser des scheibenförmigen Kopfstücks betrug 6,5 cm. Die Nadel hatte ein Gewicht von etwa 27 g. Sie besaß eine Verzierung aus Schraffurbändern und einem von einem Ring umgebenen Radkreuz. Die Kreuzarme wiesen ein Fischgrätenmuster auf.
Eine chemische Untersuchung mehrerer Gegenstände ergab, dass diese aus fast reinem Kupfer bestehen. Im Armring war überhaupt kein Zinn nachweisbar. Bei den Ösenhalsringen betrug der Zinnanteil zwischen 0,09 und 0,19 Prozent. Bei den Schleifennadeln wurden ein Zinngehalt von 0,4 Prozent und außerdem erhöhte Werte von Arsen und Antimon festgestellt. Nur bei diesen Stücken ist von einer bewussten Zusetzung dieser Metalle auszugehen. Die Scheibennadel wurde nicht untersucht.